# Српска народна ношња
Српска народна ношња заузима истакнуто мјесто у култури и традицији српског народа. Њена улога кроз историју је веома битна као симбол етничког идентитета, а истиче се и по ликовним и естетским вриједностима. До нас су углавном стигле сачуване одјевне цјелине из 19. и првих деценија  20. вијека, са разноликим облицима и украсима како у женским тако и у мушким ношњама. Сваку област коју су настањивали Срби кроз историју, карактерисала је посебна ношња. По начину одијевања препознавало се не само одакле је ко него, нарочито у мјешовитим етничким срединама, него и којој етничкој односно националној заједници припада. У свом историјском развоју, разноврсне народне ношње имале су многострука значења у животу народа, али су биле изложене и многобројним утицајима између различитих етноса, тако да осим обиљежја времена у коме су рукотворене и ношене, садржани су и други одјевни елементи из протеклих времена.

## Народна ношња по регионима

### Шумадија и Босна
Српска народна ношња почиње да се развија и одваја од ношње коју су Срби морали да носе док су били под Турцима. Књаз Милош Обреновић је био човек који је волео да се лепо облачи и то је био пример и другима. У наставку су наведени делови одеће који се носили у 19. веку у Србији. Има ту и делова одеће од који су нека карактеристична за село а нека за град.
- Шајкача
- Јелек
- Гуњ
- Гуњић
- Фермен
- Антерија
- Зубун
- Долактеник
- Тканица (врста појаса, који се добија ткањем)
- Бриџес панталоне
- Чакшире
- Дизлук
- Долама
- Јечерма
- Џемадан
- Мисараба
- Минтане
- Џубе
- Либаде
- Фистан
- Шалваре — део женске ношње која је ношена једно време после ослобођења од Турака
- Кумош
- Вунене или плетене чарапе
- Опанци „шиљкани“
- Појас кованик

- Народна ношња из централне Србије
- Српска народна ношња
- Народна ношња из Стењевца
- Народна ношња из Топлице
- Народна ношња из Ресаве
- Народна ношња из Шумадије и околине Београда
- Народна ношња из Посавине
- Народна ношња из Мачве

### Босанска Крајина
У неким крајевима се носила Будила - врста звучног накита који својим звецкањем доприноси одржавању ритма кад се коло изводи без одговарајуће инструменталне пратње. Прављена техникама ливења, ковања али и филиграна, а најчешће од сребра и месинга или њихових легура, била су производ занатске израде. Најчешће су била лоптастог или звонастог облика У другој варијанти, по доњем рубу, могли су бити о алкама окачени и ланчићи са разноликим металним привесцима. Будила су као и други метални накит динарских крајева- гендари, надгрудници, перишани осим декоративне улоге имала и ону магијску, апотропејску. У српском народу било је распрострањено веровање да се појединац прављењем буке може заштити од злих сила и демона тако да је девојка чак и звекетом металног накита при ходу била у неку руку заштићена од натприродних сила.
- Гламочка народна ношња
- Петар Поповић Пеција
- Подгрмеч

### Војводина и Славонија
Карактеристика женске народне ношње једног дела војводине је Убрађај - ношња на глави коју су носиле Српкиње у Сомбору и околним салашима. Састоји од три дела: широке златне чипке, велике беле мараме у облику правоугаоника и вештачког цвећа. Чипком је лице било уоквирено тако да се коса нигде није могла видети, а марама се правила од врло танког белог платна правоугаоног облика на које је дуж ивица две стране, једне дуже и једне краће, пришивена широка златна чипка.
У једном делу Славоније се носила скутима - врста сукње од тканог платна, сложеног у ситне наборе, преко чега се носила прегача. За западну Славонију је карактеристична грудна, или велика марама која је плетена од вуне или свиле, са утканим великим цветним орнаментима, а оивичена је ресама.
- Народна ношња у Срему
- Народна ношња у Бачкој
- Народна ношња у Банату
- Народна ношња из Војводине и Крајине
- Банатска народна ношња
- Народна ношња

### Јужна Србија и Македонија
За врањску женску ношњу је карактеристично да жене не носе прегаче, већ уместо тога носе футу - врсту хаљине која се опасује око тела и састоји се од две струке тканине. Шаре на фути су увек пругасте, где преовладавају тамне боје.
- Шопска народна ношња
- Шопска народна ношња
- Врање
- Кучевиште 1900.
- Глигор Соколовић 1905.
- Мановил, народна ношња из околине Црне Траве. Потиче из XIX века. Део је збирке текстила Народног музеја у Лесковцу.
- Девојка из Скопске Црне Горе
- Девојке из Скопске Црне Горе
- Српска породица из западне Македоније
- Женска народна ношња са пафтом
- Женска ношња
- Прслук
- Ношња влаха, Тимочка крајина
- Македонска ношња

### Косово и Метохија
У косовској женској народној ношњи доминира бела боја и генерално нежнији тонови, а карактеристична је и по појасу који се назива реска, зато што ресе падају испод струка са појаса. Јелеци су исто карактеристичног кроја и имају обично сребрне и златне украсе.
Мушка народна ношња има,карактеристичан јелек који је обично браон боје са црвеним апликацијама и црним гајтанима.
- Са Сусрета „Лазар Вучковић“ — ученици у народној ношњи с песницима, Средска, 1980.
- Косовка девојка и Павле Орловић у старој народној ношњи.
- Српска девојчица у народној ношњи метохијског краја.
- Мајка и ћерка из Приштине у српској народној ношњи
- Девојке из Гњилана
- Призренка

КОСОВСКО ПОМОРАВЉЕ и НОВОБРДСКА КРИВА РЕКА-ИСТОЧНО КОСОВО(Косовска Каменица, Ново Брдо, Витина, Гњилане)
Српска ношња овог краја сматра се једном од најлепших народних ношњи свих Срба. Сеоског је типа, а израђивале су ју жене и мушкарци који су се називали терѕије (тердзије, терзије). Пре рата на Косову и Метохији 1999.г. моравску или криворечку ношњу носили су Срби у селима Косовска Каменица, Витина, Извор, Прековце, Горни Макреш, Зебинце, Трнићевце, Бостане, Ново Брдо (само у махали Власе је било Срба), Јасеновик, Клобукар, Стрезовце, Лештар, Бољевце, Тиринце, Бушинце, Ајновце (укључујући Доњо и Горњо Речане), Мигановце, Робовац, Божевце, Рајановце, Одевце, Босце, Стрелица (Старалица) , Гризиме, Мочаре, Кололеч, Доња Шипашница, Одановце, Беривојце (и махале Ограђе, Трска и Глобарица) Гоголовце, Глоговце, Ранилуг, Доморавце, Горње Кормињане, Доње Кормињане, Велико Ропотово, Мало Ропотово, Дреновце, Коретиште, Станишор, Кметовце, Билинце, Липовица, Горње Кусце (укључујући махалу Мелци/Меловци), Грнчар, Врбовац, Клокот, Могила, Пасјане, Партеш, Доња Будрига, Жегра, Церница, Влаштица, Гоњи Ливоч, Доњи Ливоч, Шилово, Паралово, Понеш, Бинач, Стража, Драганац, Мозгово, Прилепница, Манишинце, Трпеза, Носаље, Владово, Костадинце, Братиловце, Подгорце, Фирићеје( и махала Станиловце), Мешина, Ораовица, Ваганеш, Грађеник, Панчело, Томанце, Петровце, Чараковце, Дојковце, Влаштица.
Девојка облачи прво поткошуљу беле, розе или плаве боје од памучног платна. Преко ње облаче се горња кошуља, свилени рукави и доња кошуља, од конопљаног или памучног платна. Доња кошуља на задњем делу има ушивен везен комад памучног платна-ширит. Преко свилених рукава облачи се срмени јелек плаве, љубичасте или розе боје. Око струка се опасују реске са превојком-задња прегача. Преко превојке опасује се колан или појас. Са предње стране су 1 или 3 везена или ткана крпчета. После тога се опасује бошча. На глави се носи тулбен, а верене девојке носе фес. Чарапе су шарене, највише са белом и црвеном бојом.
Невеста облачи белу поткошуљу, а преко ње горњу кошуљу, затим свилене рукаве и доњу кошуљу. Преко свилених рукава ставља леденик, па облачи сају маскајлију. Опасује реске са превојком, а преко превојке у неким селима носи колан, док у другим носи низен појес. Напред су крпчики и бошча. На глави носи једно од оглавља:фес, капа, берињач или перениче, венчани тепелук и крпа. Чарапе су беле, а низане су перлицама.
Млада удата жена облачи прво поткошуљу, затим горњу кошуљу, па бурушлук рукаве, па доњу кошуљу. Облачи преко бурушлук рукава срмени јелек бордо црвене или црне боје, или носи зубун, џубе, аљину или белу сају. Опасује реске са превојком, а преко њих носи низен појес. Напред су крпчики и бошча. На глави носи мавез у свечаним приликама, а за сваки дан носи 2 мараме-чајку и канарију. Чарапе су светлијих боја и шарене су.
Старија удата жена-свекрва облачи белу или наранџасту поткошуљу, преко ње горњу кошуљу, па бурушлук рукаве, па доњу кошуљу. Преко бурушлук рукава облачи бордо црвен или црн срмен јелек, или носи белу сају. Опасује реске са превојком, а преко ње опасује низен појес или ткајен појес. Напред су крпчики и бошча. На глави је мавез или крпа. Чарапе су шарене са тамнијим и светлијим бојама.
Баба-стара ношња: облачи поткошуљу, преко ње горњу кошуљу и доњу кошуљу. Преко горње кошуље облачи црну сају, јелек са штампаном шаром или јелек сас замке. Опасује реске са превојком, а преко превојке носи ткан појас. Напред носи бошчу. На глави је крпа. Чарапе су шарене са тамнијим бојама.
Баба-нова ношња: облачи блузу, облачи доњу кошуљу (понекад), а преко ње хаљетак футу. Преко футе опасује бошчу. На глави носи кафену мараму, а врло ретко крпу. Чарапе су потпуно црне.
Момци и младожење прво облаче везену и низану кошуљу, а преко ње свилене рукаве. Облаче чакшире. Преко свилених рукава носи се јелек, гуњ или љурка. Око врата, преко јелека, је ћустек од перлица. Око струка се опасује појас који на крају има амајлије од перлица и плетенице. Младожења има украсне павте преко појаса. Преко њега са обе стране стављају се крпчики. На глави је шајкача, а лети и марама. Чарапе се носе преко чакшира, врло су шарене и могу бити низане.
Ожењени мушкарци носе везену кошуљу, а преко ње понекад свилене рукаве. Преко тога је јелек, љурка или гуњ. Облаче чакшире, опасују појас са плетеницама, а око врата, преко јелека, је ћустек. На глави носе шајкачу или мараму, а врло стари мушкарци увек мараму. Чарапе су преко чакшира, исте су као код младожења и момака. 

### Личка народна ношња
На простору Лике вјековима су живјели народи, православни Срби (ијекавског говорног подручја) и католици Хрвати, Буњевци и Крањци (икавског и чакавског говорног подручја). Иако су живјели на истом простору, ова два народа имају веома изражене различитости, особитости и специфичности, како у историјском, духовном, културном, говорном, тако и у погледу народног стваралаштва. То се неминовно одразило и на народну ношњу ових народа.
Народна ношња личког српског православног народа у извјесном смислу разликује се од народне ношње католичког народа Лике, како по боји, тако и по самим називима појединих дијелова од којих се ношња састоји. Управо због тога, не може се на јединствен и истовјетан начин обрадити и промовисати народна ношња читаве Лике, и зато овдје говоримо искључиво о народној ношњи српског православног народа Лике. Предмет обраде је старинска народна ношња српског православног народа Лике с краја 19. и с почетком 20. вијека.
Постоје двије подјеле личке народне ношње. Према првој подјели, имамо мушку личку народну ношњу и женску личку народну ношњу. Према другој подјели, у оквиру мушке и женске личке народне ношње, имамо радну, свакодневну или свакидашњу личку народну ношњу и свечану, светачку, црквену, стајаћу, репрезентативну личку народну ношњу.
Саставни дијелови личке народне ношње су:
| Мушка личка народна ношња: - Личка капа - Кошуља - Панталони пртени — гаће - Панталони суклени — бревенеци - Прслук - Прслук са токама — черма - Ћемер - Пашњача - Личка маја - Аљинац - Лички кожун - Чарапе - Натикаче - Oпанци (опутари, капичари) - Личка торба | Женска личка народна ношња: - Женска личка капа - Рубац - Кошуља - Кикља - Прслук - Прегача - Тканица - Ђендер - Аљинац - Кожун - Чарапе - Натикаче - Опанци - Цокље - Женска личка торба |

### Црна Гора и Херцеговина
Ношња у Црној Гори и Херцеговини се појављује у разним варијантама традиционалне херцеговачке и црногорске ношње коју чине:
- црногорска капа (завратка)
- кошуља са колијером, тј. кошуља без крагне или са малом крагном
- џемадан, црвени дио који се облачи послије кошуље
- душанка (име добила по цару Душану), дио који се облачи послије џемадана.
- јакета
- каница, појас
- силав, кожни каиш за оружје који се ставља испод канице
- плаве гаће на широк крој
- докољенице
- кратке чарапе (назувци)
- кожни опанци

Често се умјесто опанака носе чизме, али се онда не стављају докољенице и назувци.

#### Херцеговачка брдска народна ношња
Херцеговачка брдска народна ношња је на подручју Источне Херцеговине тј. у јужном дијелу Републике Српске и Старе Херцеговине на подручју западне Црне Горе, била у свакодневној употреби до 1875. године. Кориштена је свакодневна и свечана народна ношња која се облачила само за светковине.
Свечану женску херцеговачку брдску народну ношњу су различито носиле дјевојке и удате жене. Састоји се од:
- бурунџук (женска капа)
- ћурдија (марама)
- кошуља
- корет (јакна)
- прегача
- пафте (украсни накит од сребра који се носи на појасу)

Свечана мушка херцеговачка брдска народна ношња:. Токе су носили само виђенији и богатији Срби. Састоји се од:
- заврата (херцеговачка капа)
- токе
- душанка
- мушки појас
- гаће
- вунене чарапе
- опанци

### Озренски крај
Српска народна ношња у озренском крају је највећим дијелом саткана од платна. Тка се од памука на стану (алат за израду платна). Мушкарци носе шешире. Сваки мушки торбак је различито декорисан.
Женска ношња се састоји од:
- крпа
- љетак
- кошуља
- тканица
- прегача
- вунене чарапе
- опанци

Мушка ношња се састоји од:
- Шубара (у новије време шешир)
- фермен
- кошуља
- торбак (торба) у коме се носи пешкир
- тканица
- гаће
- вунене чарапе
- опанци

### Семберија
Народна ношња у Семберији је спој посавске и динарске народне ношње. 
Женска народна ношња састоји се од:
- Бијели скути
- Кецеља
- Украшени јелек
- Кошуља од беза са широким рукавима
- Вишебојна тканица
- Марама
- Плетени опанци и обојци
- Назубци
- Докољенице
- Дукати (накит)

Мушка народна ношња састоји се од:
- Широке бијеле панталоне
- Кошуља од беза
- Вунене чарапе
- Кожни црни опанци
- Јелек
- Шубара

## Галерија
- Народна ношња из Зете
- Токе, дио мушког костима (дио сталне етнографске поставке Музеја Херцеговине у Требињу